# Ural-4320
El Ural-4320 es un camión militar y un vehículo todoterreno 6x6 multipropósito, producido por la fábrica UralAZ en Miass, Rusia, para su uso en el Ejército ruso. Introducido en 1976, actualmente sigue en producción. El Ural-4320 fue diseñado para el transporte de carga, personas y remolque en todo tipo de terrenos.

## Historia
El Ural 4320 comenzó a producirse en serie en 1978, como evolución de las series de camiones anteriores, los cuales eran similares en aspecto, con una única variación; ya que entre versiones de primera serie y los modelos siguientes se diferenciaban por sus acabados, carrocerías y que en los iniciales eran propulsados por un motor de gasolina; similares a los usados en los camiones de la serie Ural 375D, un ejemplar de estos fue equipado con un motor diésel para los ensayos de una modificación mayor en 1973.
Los primeros vehículos del Ural-4320 de producción fueron equipados con un motor 'YaMZ-740.10-20 de combustible diésel; el cual era producido en la planta de KamAZ. La gama actual de uso militar es de tracción 6 x 6, y en sus variantes sobre el mismo chasis se incluyen cinco modelos básicos con una carrocería de caja abierta de carga estándar; aparte de cuatro modelos de chasis cabinado. Todos son impulsados ya sea por un motor del modelo YaMZ-236 (V-6), o uno del modelo YaMZ-238 (V-8), ambos de combustible diésel, y cada uno desarrolla hasta 180 CV o el desarrollo de 230 CV (V-6) o 240 CV (V-8). Estos son acoplados a una caja de cambios manual de cinco velocidades y de dos velocidades en reversa, y cada uno cuenta con un mecanismo de caja de transferencia para el traspaso de fuerza al conjunto tractor trasero. El chasis, incluida su cabina; soportan cargas desde 6 hasta las 12 toneladas.
La gama actual militar de los de tracción 4x4 del modelo Ural-4320 usan en su chasis uno cabinado basado en el modelo base 4320-6. Estos son impulsados por un motor de 180 HP de la referencia YaMZ-236 (V-6), de combustible diésel; y que actualmente está en desarrollo para una mejora constante en su desempeño, y que va acoplado a una caja de cambios manual de cinco velocidades hacia adelante y de dos velocidades para la caja de transferencia. El chasis y la cabina de carga pueden abarcar hasta 5,5 toneladas.

## Características
El Ural-4320 posee un motor diésel desarrollado del Ural-375D. El chasis del Ural-4320 está a una buena distancia al suelo, por lo que se prefiere en las regiones donde las carreteras son difíciles de atravesar, debido a la arena o a grandes rocas. El Ural-4320 es fiable y fácil de reparar y mantener. Tiene usos civiles como camión de bomberos, camión de basura y otros.

### Especificaciones técnicas
| Especificaciones técnicas del Ural-4320 | Especificaciones técnicas del Ural-4320                                                                | Especificaciones técnicas del Ural-4320                                                                |
|                                         | Motor YamZ-238M2                                                                                       | Motor YamZ-236M2                                                                                       |
| --------------------------------------- | --- | --- |
| Diseño de cabina                        | Motor montado                                                                                          | Motor montado                                                                                          |
| Capacidad de asientos (en cabina)       | 3 | 3 |
| PMA                                     | 15.300 kg (33.750 lb)                                                                                  | 14.975 kg (33.000 lb)                                                                                  |
| Peso de la carga transportada           | 6.000 kg (13.200 lb)                                                                                   | 5.000 kg (11.000 lb)                                                                                   |
| Suspensión                              | Ejes rígidos, ballestas                                                                                | Ejes rígidos, ballestas                                                                                |
| Peso máximo de arrastre                 | 11.500 kg (25.350 lb)                                                                                  | 11.500 kg (25.350 lb)                                                                                  |
| Velocidad máxima                        | 82 km/h (51 mph)                                                                                       | 75 km/h (47 mph)                                                                                       |
| Motor                                   | V8 diésel                                                                                              | V6 diésel                                                                                              |
| Potencia                                | 240 PS (177 kW)                                                                                        | 180 PS (132 kW)                                                                                        |
| Transmisión                             | Cambio de cinco velocidades, caja de dos velocidades con distribuidor diferencial bloqueado interaxle. | Cambio de cinco velocidades, caja de dos velocidades con distribuidor diferencial bloqueado interaxle. |
| Carrocería                              | Metal, con portón trasero, arcos desmontables y una cubierta o dos plegables                           | Metal, con portón trasero, arcos desmontables y una cubierta o dos plegables                           |
| Capacidad de plazas                     | 27 | 27 |
| Neumáticos                              | Con control de presión de aire OI-25 14.00-20 HC (PR) 14                                               | Con control de presión de aire OI-25 14.00-20 HC (PR) 14                                               |

## Variantes
Se sabe que al menos hay 150 variantes de producción, por lo que es considerado un vehículo muy adaptable; aparte de que su fiabilidad ha sido ya puesta a pruebas en bastantes territorios, tanto montañosos como planos, y su fiabilidad mecánica (asociada a un motor de fácil mantenimiento), lo pone entre los mejores camiones para uso militar y civil, aparte hay una variante del Ural-4320-6 que es una versión 4x4.
BM-21 "Grad"
- Es el chasis que sirve como una plataforma de lanzamiento para el lanzador de cohetes

4320-10
- Vehículo auxiliar destinado a la carga, como transporte de tropas,[2] o como transporte de personal lisiado en combate. Está equipado con un cajón-planchón de carga, que puede ser utilizado para el transporte de tropas, armas y otros suministros. En su variante MEDEVAC dispone de dos bancos plegables y una lona para proteger la parte superior de los elementos

## Usuarios

### Actuales
- Guatemala

- 3 vehículos.

- Rusia - Fuerzas Armadas de Rusia[3]
- Angola
- Colombia

- 8 vehículos.

- Cuba
- Grecia
- México

- 73 vehículos adquiridos en el 2008.

- Ucrania - Fuerzas Armadas de Ucrania[4]

- Uruguay

- 450 Camiones de la referencia 4320-31 en el 2019.

- Venezuela

- 320 camiones entre el Ejército y la Infantería de marina, próximamente será el modelo estándar.

### Anteriores
- República Democrática Alemana - Pasados en la reunificación al Ejército reunificado.
- Unión Soviética - Pasados a varios de sus estados sucesores.

### futuros posibles
- Chile[5]